# Юнссон, Никлас
Никлас Юнссон (швед. Niklas Jonsson; 31 мая 1969 года, Питео) — шведский лыжник, призёр Олимпийских игр и этапов Кубка мира.

## Карьера
В Кубке мира Юнссон дебютировал в 1990 году, в декабре 1993 года впервые попал в тройку лучших на этапе Кубка мира. Всего в личных гонках имеет на своём счету 4 попадания в тройку лучших на этапах Кубка мира. Лучшим достижением Юнссона в общем итоговом зачёте Кубка мира является 11-е место в сезоне 1993/94.
На Олимпийских играх 1992 года в Альбервиле, занял 5-е место в гонке на 10 км классикой, 13-е место в гонке преследования и 7-е место в гонке на 30 км классикой.
На Олимпийских играх 1994 года в Лиллехаммере, занял 27-е место в гонке на 50 км классикой и 30-е место в гонке на 10 км классикой.
На Олимпийских играх 1998 года в Нагано, завоевал серебряную медаль в гонке на 50 км коньком, кроме того был 10-м в гонке преследования, 4-м в эстафете и 25-м в гонке на 10 км классикой.
На Олимпийских играх 2002 года в Солт-Лейк-Сити, стал 28-м в гонке преследования, 13-м в эстафете и 36-м в гонке на 30 км коньком, кроме того стартовал в гонке на 50 км классикой, но не добрался до финиша.
За свою карьеру принимал участие в четырёх чемпионатах мира, лучший результат 4-е место в гонке на 50 км коньком на чемпионате мира — 1999 в Рамзау.
Использовал лыжи производства фирмы Fischer, ботинки и крепления Salomon.